# Stanisław Zając
Stanisław Zając (Święcany; 1 de Maio de 1949 — 10 de Abril de 2010) é um político da Polónia. Ele foi eleito para a Sejm em 25 de Setembro de 2005 com 25 225 votos em 22 no distrito de Krosno, candidato pelas listas do partido Prawo i Sprawiedliwość.
Ele também foi membro da Sejm 1991-1993 e Sejm 1997-2001.
Foi uma das vítimas do acidente do Tu-154 da Força Aérea Polonesa.